# Pointe-Noires flygplats
Pointe-Noires flygplats är en internationell flygplats i staden Pointe-Noire i Kongo-Brazzaville. Den ligger i den sydvästra delen av landet, 400 km väster om huvudstaden Brazzaville. Pointe-Noires flygplats ligger 17 meter över havet. IATA-koden är PNR och ICAO-koden FCPP. Pointe-Noires flygplats hade 13 120 starter och landningar med totalt 487 973 passagerare, 4 740 ton inkommande frakt, 452 ton utgående frakt, 4,4 ton inkommande post och ingen utgående post 2018.